# Sandbygård
Sandbygaard er et gods, beliggende i Sandby Sogn, Næstved Kommune. Ejendommen er en gammel hovedgård, herregård og gods med historie tilbage til år 1250. 
Sandbygaard Gods er på ca. 600 hektar. 

## Sandbygaards ejere gennem tiden
- (1250 – 1305) Andreas Oluffssøn Hvide
- (1305 – 1392) Nils Olufssøn
- (1392 – 1400) Jens Jacobsen
- (1400 – 1420) Niels Tuesen
- (1420 – 1430) Niels Sparre
- (1430 – 1461) Oluf Grubbe
- (1461 – 1473) Ridder, rigskansler Jep Jensøn Sparre og Kirsten Grubbe
- (1473 – ? ) Oluf og Jens Grubbe
- (1531 – ? ) Villum og Jørgen Grubbe
- ( ? – 1557) Niels Fikkesen og Bodil Olufdatter Grubbe
- (1557 – 1559) Peder Christiersen Dyre
- (1559 – 1582) Eiler Hardenberg
- (1582 – 1633) Niels Parsberg Eustachius von Thumen og Anne Hansdatter Banden
- (1633 – 1634) Jørgen Hohendorff
- (1634 – 1684) Rønnov Bille og Elisabeth Krabbe derefter Anne Hohendorff datter af J. H.
- (1684 – 1698) Kgl. Majestæts etats og ceremonimester Bolle Luxdorph
- (1698 – 1743) Hedvig Ulrica Luxdorph og Kammerherre Adolph C. grev Knuth
- (1743 – 1796) Conrad Ditlev grev Knuth. En del af Baroniet Conradsborg bestående af Sandbygaard, Sørup, Rosengården mm.
- (1798 – 1800) Niels Lange
- (1800 – 1832) Johan Saabye Nergaard
- (1832 – 1858) Jørgen Sophus Bech
- (1858 – 1890) Ludvig Diderik Anton Schrøder og Anne født Bech
- (1890 – 1955) J. P. Andersen og Ida født Schrøder
- (1955 – 1971) Oluf (Ole) Bernt Suhr og Grethe født Sisbye
- (1971 – 1990) Kammerherre Hofjægermester RD Torben Garth-Grüner & Sophy E. E. født Iuel
- (1990 – ) Kammerherre Hofjægermester Gustav Garth-Grüner

 Der er for få eller ingen kildehenvisninger i denne artikel, hvilket er et problem. Du kan hjælpe ved at angive troværdige kilder til de påstande, som fremføres i artiklen.

|  | Denne artikel om en bygning eller et bygningsværk kan blive bedre, hvis der indsættes et (bedre) billede. Du kan hjælpe ved at afsøge Wikimedia Commons for et passende billede eller lægge et op på Wikimedia Commons med en af de tilladte licenser og indsætte det i artiklen. |

55°22′38.57″N 11°44′14.83″Ø / 55.3773806°N 11.7374528°Ø